# Arsen Julfalakyan
Arsen Julfalakyan ou Julfalakian (en arménien Արսեն Ջուլֆալակյան ; né le 8 mai 1987 à Leninakan, l'actuelle Gyumri) est un lutteur arménien.
Il est le fils du lutteur Levon Julfalakyan, médaillé d'or en 1988.

## Palmarès

### Jeux olympiques
- Jeux olympiques d'été de 2012 à Londres :
  -  médaille d'argent en moins de 74 kg

### Championnats du monde
- Championnats du monde de lutte 2010 :  médaille d'argent en moins de 74 kg
- Championnats du monde de lutte 2011 :  médaille de bronze en moins de 74 kg
- Championnats du monde de lutte 2013 :  médaille de bronze en moins de 74 kg
- Championnats du monde de lutte 2014 :  médaille d'or en moins de 75 kg

### Championnats d'Europe
- Championnats d'Europe de lutte 2009 :  médaille d'or en moins de 74 kg
- Championnats d'Europe de lutte 2012 :  médaille de bronze en moins de 74 kg
- Championnats d'Europe de lutte 2014 :  médaille d'argent en moins de 75 kg